# انتخابات در چین

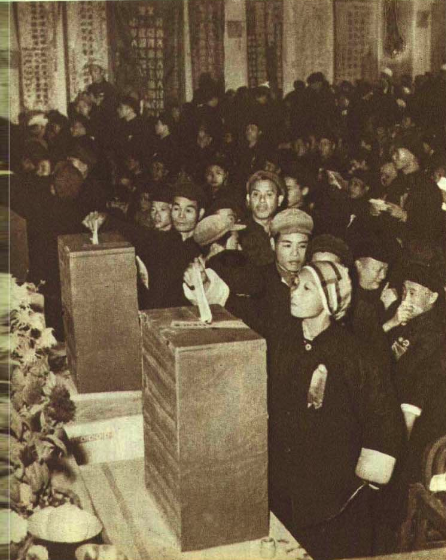
انتخابات در جمهوری خلق چین

انتخابات در جمهوری خلق چین مبتنی بر نظام انتخاباتی سلسله‌مراتبی است. در این نظام کنگره‌های خلق محلی (人民代表大会)، مستقیماً توسط مردم انتخاب می‌شوند و دیگر سطوح کنگره‌های خلق تا حد کنگره ملی خلق که مجلس ملی قانونگذاری این کشور است که توسط کنگرهٔ خلق سطح پایین‌تر خود انتخاب می‌شوند.
فرمانداران، شهرداران، رؤسای شهرستان‌ها، بخشدارها، رؤسای شهرها و شهرک‌ها به ترتیب توسط کنگره‌های محلی مربوط انتخاب می‌شوند. رؤسای دادگاه‌های خلق و دادستان‌ها توسط کنگره‌های خلق محلی مربوط، بالاتر از سطح شهرستان انتخاب می‌شوند. رئیس‌جمهور و شورای دولتی چین توسط مجلس ملی خلق برگزیده می‌شوند.
رای‌دهی بخش کوچک و تقریبا بی‌اهمیتی از از زندگی سیاسی در چین است. رای‌دهندگان تنها اعضای کنگره‌های خلق محلی را انتخاب می‌کنند. باقی انتخابات‌ها به شکل غیرمستقیم است. کلیت فرآیند انتخابات تحت نظارت حزب کمونیست چین است که کمیته‌های انتخابات را مدیریت می‌کند و صلاحیت نامزدها را تایید می‌نماید. بنابراین حزب کمونیست عملا نتیجه‌ی انتخابات را از پیش مشخص کرده است.